# Örkened
Örkened (do 1658 roku duń. Ørkened) – parafia (szw. tradycyjnie socken, współcześnie församling) w Szwecji, położona w północno-wschodniej części prowincji historycznej (landskap) Skania, od 1974 roku w granicach gminy Osby. Kościół parafialny znajduje się w Lönsboda (Örkeneds kyrka).
Parafia Örkened powstała pod koniec XVI wieku po podziale parafii Glimåkra (Glimåkra socken, wówczas duń. Glimager sogn). Do 1658 roku, kiedy m.in. Skania, Halland i Blekinge po traktacie w Roskilde przeszły we władanie Szwecji, stanowiła obszar pogranicza duńsko-szwedzkiego.

## Spalenie parafii Örkened (1678)
Podczas wojny skańskiej 1675–1679 parafia Örkened, położona w trudno dostępnym i lesistym terenie, była rejonem szczególnie aktywnych działań snapphanar, wspieranych przez z reguły nastawioną antyszwedzko miejscową ludność. Przez okolice przechodziły linie komunikacyjne z położonej po drugiej stronie granicy Smalandii do armii szwedzkiej operującej w Skanii. Mniejsze pododdziały szwedzkie były tam łatwym celem dla dobrze znających teren snapphanar.
W odwecie Karol XI rozkazał w połowie kwietnia 1678 roku spalić wszystkie zabudowania parafii Örkened oraz stracić każdego pojmanego tam mężczyznę zdolnego do noszenia broni, aby w ten sposób ostatecznie odstraszyć ludność Skanii od wspierania snapphanar i strony duńskiej w toczącej się wojnie. Akcja pacyfikacyjna została dokładnie zaplanowana. Jeszcze przed jej rozpoczęciem odczytano we wszystkich kościołach sąsiednich parafii królewski list, w którym Karol XI wzywał wszystkich okolicznych mieszkańców do poparcia i przyłączenia się do działań przeciwko ludności parafii Örkened. Następnie co najmniej 500 żołnierzy szwedzkich oraz pewna liczba wspierających ich chłopów otoczyło obszar parafii, po czym wkroczono tam pięcioma kolumnami, od strony: Broby, Osby i Loshult oraz od południa i wschodu. Zniszczono wszystkie mosty i obstawiono drogi, aby w ten sposób wyłapać wszystkich „snapphanar”. Jedynie kobiety i dzieci miały ujść z życiem. Wszystkie zagrody miały zostać splądrowane i następnie spalone. Zniszczono także zasiewy na polach. Oszczędzono jedynie kilka zagród, należących do osób otwarcie współpracujących ze stroną szwedzką.
Mieszkańcy parafii Örkened, wówczas około 700 osób, zostali jednak najprawdopodobniej wcześniej ostrzeżeni o szykowanej akcji i zdecydowana większość zdążyła uciec i ukryć się w lasach. Pojmano jednak i stracono około 20 osób. Po zakończeniu akcji żołnierze szwedzcy wycofali się, zostawiając za sobą spustoszony obszar. Pozostali przy życiu mieszkańcy parafii Örkened albo przyłączyli się do snapphanar, albo schronili się u krewnych w sąsiednich okolicach. Część z nich wywędrowała do Danii. W parafii Örkened pozostało około połowy z pierwotnej liczby jej mieszkańców. Konflikt w Skanii miał jeszcze trwać aż do początku lat 80. XVII wieku.